# Стефана Велькович
Стефана Велькович (серб. Stefana Veljković, нар. 9 січня 1990) — сербська волейболістка, срібна призерка Олімпійських ігор 2016 року.
Її чоловік — Сречко Лисинаць (нар. 1992) — і сестра Йована (нар. 1991) теж професійно грають у волейбол.

## Клуби
| Роки      | Команди                     |
| --------- | --------------------------- |
| 2009—2010 | «Поштар 064» (Белград)      |
| 2008—2010 | «Црвена Звезда» (Белград)   |
| 2010—2012 | «Асистел Воллей» (Новара)   |
| 2012—2013 | «Карнагі» (Вілла-Кортезе)   |
| 2013—2014 | «Галатасарай» (Стамбул)     |
| 2014—2018 | «Хемік» (Полиці)            |
| 2018—2020 | «Ігор Горгондзола» (Новара) |

## Виступи на Олімпіадах
| Олімпіада           | Дисципліна | Місце |
| ------------------- | ---------- | ----- |
| Пекін 2008          | волейбол   | 5     |
| Лондон 2012         | волейбол   | 11    |
| Ріо-де-Жанейро 2016 | волейбол   | 2     |